# Desolation Row
"Desolation Row" é uma canção escrita por Bob Dylan e gravada em 4 de agosto de 1965 como a faixa de encerramento do álbum Highway 61 Revisited. É conhecida pela sua longa duração (11:21 minutos) e sua letra surreal em que o cantor tece personagens da história, ficção, a Bíblia e sua própria invenção em uma série de vinhetas que sugerem entropia e caos urbano. Dylan a descreveu como sendo "uma música de menestrel".

## Gravação
"Desolation Row" foi gravada pela primeira vez durante uma noite de sessão, na noite de 29 julho de 1965 com Harvey Brooks no baixo elétrico e Al Kooper na guitarra elétrica. Esta versão foi finalmente lançada em 2005, em The Bootleg Series Vol. 7: No Direction Home: The Soundtrack. Em 2 de agosto, Dylan gravou outras cinco tomadas de "Desolation Row".

## Versões cover
Em 2009, para o filme Watchmen, o grupo My Chemical Romance gravou uma versão da canção. A história em quadrinhos original, da qual os membros da banda são fãs, batiza seu primeiro capítulo com uma frase da música("At Midnight All the Agents"; "À Meia-Noite Todos os Agentes..." na tradução original), citada ao final da mesma edição e também a cita ao final da mesma edição ("At midnight, all the agents and superhuman crew go out and round up everyone who knows more than they do" - "Agora a meia-noite todos os agentes e o grupo de super-humanos / Saem e cercam todos aqueles que sabem mais do que eles").
"My Chemical Romance é ótimo e Gerard Way é um grande fã de Watchmen. O Gerard é um cara ótimo, um grande músico, e estamos tentando trabalhar com eles para colocar, possivelmente, uma música no créditos finais.", disse o diretor do filme, Zack Snyder.
O single, lançado em Janeiro de 2009, é produzido em vinil de apenas 3.000 cópias. Chegou ao #20 da Billboard Hot Modern Rock Tracks.